# Ladislau Lovrenschi
Ladislau Lovrenschi –también conocido con el nombre de László Lavrenszki– (Timișoara, 21 de junio de 1932-2011) fue un deportista rumano que compitió en remo como timonel.
Participó en cuatro Juegos Olímpicos de Verano, obteniendo dos medallas, bronce en Múnich 1972 (dos con timonel) y plata en Seúl 1988 (cuatro con timonel), el séptimo lugar en México 1968 (cuatro con timonel) y el cuarto en Moscú 1980 (cuatro con timonel).
Ganó una medalla de oro en el Campeonato Mundial de Remo de 1970 y una medalla de bronce en el Campeonato Europeo de Remo de 1967.

## Palmarés internacional
| Juegos Olímpicos   | Juegos Olímpicos        | Juegos Olímpicos  | Juegos Olímpicos   |
| Año                | Lugar                   | Medalla           | Prueba             |
| ------------------ | ----------------------- | ----------------- | ------------------ |
| 1972               | Múnich (RFA)            | Medalla de bronce | Dos con timonel    |
| 1988               | Seúl (Corea del Sur)    | Medalla de plata  | Cuatro con timonel |
| Campeonato Mundial |                         |                   |                    |
| Año                | Lugar                   | Medalla           | Prueba             |
| 1970               | St. Catharines (Canadá) | Medalla de oro    | Dos con timonel    |
| Campeonato Europeo |                         |                   |                    |
| Año                | Lugar                   | Medalla           | Prueba             |
| 1967               | Vichy (Francia)         | Medalla de bronce | Cuatro con timonel |